# Hydrotaea himalayensis
Hydrotaea himalayensis är en tvåvingeart som beskrevs av Adrian C. Pont 1976. Hydrotaea himalayensis ingår i släktet Hydrotaea och familjen husflugor. Inga underarter finns listade i Catalogue of Life.